# Campeonato Europeu de Futebol de 2020 – Fase final
A fase final do Campeonato Europeu de Futebol de 2020, décima quinta edição desta competição organizada quadrienalmente pela União das Federações Europeias de Futebol (UEFA), reuniu as 16 seleções classificadas da fase de grupos.

## Combinação dos jogos no Oitavos de final
A combinação final dos jogos envolvendo as equipas que ficaram em 3º lugar nos seus grupos irá depender das equipas que se qualifiquem nesta situação: The specific match-ups involving the third-placed teams depend on which four third-placed teams will qualify for the round of 16:
| 3º colocados dos grupos | 3º colocados dos grupos | 3º colocados dos grupos | 3º colocados dos grupos | 3º colocados dos grupos | 3º colocados dos grupos |    | 1B vs | 1C vs | 1E vs | 1F vs |
| ----------------------- | ----------------------- | ----------------------- | ----------------------- | ----------------------- | ----------------------- | -- | ----- | ----- | ----- | ----- |
| A                       | B                       | C                       | D                       |                         |                         | 3A | 3D    | 3B    | 3C    |       |
| A                       | B                       | C                       |                         | E                       |                         | 3A | 3E    | 3B    | 3C    |       |
| A                       | B                       | C                       |                         |                         | F                       | 3A | 3F    | 3B    | 3C    |       |
| A                       | B                       |                         | D                       | E                       |                         | 3D | 3E    | 3A    | 3B    |       |
| A                       | B                       |                         | D                       |                         | F                       | 3D | 3F    | 3A    | 3B    |       |
| A                       | B                       |                         |                         | E                       | F                       | 3E | 3F    | 3B    | 3A    |       |
| A                       |                         | C                       | D                       | E                       |                         | 3E | 3D    | 3C    | 3A    |       |
| A                       |                         | C                       | D                       |                         | F                       | 3F | 3D    | 3C    | 3A    |       |
| A                       |                         | C                       |                         | E                       | F                       | 3E | 3F    | 3C    | 3A    |       |
| A                       |                         |                         | D                       | E                       | F                       | 3E | 3F    | 3D    | 3A    |       |
|                         | B                       | C                       | D                       | E                       |                         | 3E | 3D    | 3B    | 3C    |       |
|                         | B                       | C                       | D                       |                         | F                       | 3F | 3D    | 3C    | 3B    |       |
|                         | B                       | C                       |                         | E                       | F                       | 3F | 3E    | 3C    | 3B    |       |
|                         | B                       |                         | D                       | E                       | F                       | 3F | 3E    | 3D    | 3B    |       |
|                         |                         | C                       | D                       | E                       | F                       | 3F | 3E    | 3D    | 3C    |       |

## Equipas qualificadas
Qualificam-se para a fase a eliminar, os dois primeiros de cada um dos seis grupos, juntamente com as quatro equipas mais bem classificadas entre as seis que terminaram em terceiro de cada grupo.

| Group | 1º            | 2º            | 3º       |
| ----- | ------------- | ------------- | -------- |
| A     | Itália        | País de Gales | Suíça    |
| B     | Bélgica       | Dinamarca     |          |
| C     | Países Baixos | Áustria       | Ucrânia  |
| D     | Inglaterra    | Croácia       | Tchéquia |
| E     | Suécia        | Espanha       |          |
| F     | França        | Alemanha      | Portugal |

## Esquema da fase eliminatória
|  | Oitavos-de-final         | Oitavos-de-final             |                       |       | Quartos-de-final | Quartos-de-final |  |  | Semifinais | Semifinais |  |  | Final | Final |
|  |                          |                              |                       |       |                  |                  |  |  |            |            |  |  |       |       |
|  | 27 de Junho – Sevilha    |                              |                       |       |                  |                  |  |  |            |            |  |  |       |       |
|  |                          |                              |                       |       |                  |                  |  |  |            |            |  |  |       |       |
|  | Bélgica                  | 1                            |                       |       |                  |                  |  |  |            |            |  |  |       |       |
|  | Bélgica                  | 1                            | 2 de Julho – Munique  |       |                  |                  |  |  |            |            |  |  |       |       |
|  | Portugal                 | 0                            |                       |       |                  |                  |  |  |            |            |  |  |       |       |
|  | Portugal                 | 0                            | Bélgica               | 1     |                  |                  |  |  |            |            |  |  |       |       |
|  | 26 de Junho – Londres    |                              | Bélgica               | 1     |                  |                  |  |  |            |            |  |  |       |       |
|  |                          | Itália                       | 2                     |       |                  |                  |  |  |            |            |  |  |       |       |
|  | Itália (pro)             | Itália                       | 2                     | 2     |                  |                  |  |  |            |            |  |  |       |       |
|  | Itália (pro)             |                              | 6 de Julho – Londres  | 2     |                  |                  |  |  |            |            |  |  |       |       |
|  | Áustria                  | 1                            |                       |       |                  |                  |  |  |            |            |  |  |       |       |
|  | Áustria                  | 1                            | Itália (pen)          | 1 (4) |                  |                  |  |  |            |            |  |  |       |       |
|  | 28 de Junho – Bucareste  |                              | Itália (pen)          | 1 (4) |                  |                  |  |  |            |            |  |  |       |       |
|  |                          | Espanha                      | 1 (2)                 |       |                  |                  |  |  |            |            |  |  |       |       |
|  | França                   | Espanha                      | 1 (2)                 | 3 (4) |                  |                  |  |  |            |            |  |  |       |       |
|  | França                   | 2 de Julho – São Petersburgo |                       | 3 (4) |                  |                  |  |  |            |            |  |  |       |       |
|  | Suíça (pen)              | 3 (5)                        |                       |       |                  |                  |  |  |            |            |  |  |       |       |
|  | Suíça (pen)              | 3 (5)                        | Suíça                 | 1 (1) |                  |                  |  |  |            |            |  |  |       |       |
|  | 28 de Junho – Copenhagen |                              | Suíça                 | 1 (1) |                  |                  |  |  |            |            |  |  |       |       |
|  |                          | Espanha (pen)                | 1 (3)                 |       |                  |                  |  |  |            |            |  |  |       |       |
|  | Croácia                  | Espanha (pen)                | 1 (3)                 | 3     |                  |                  |  |  |            |            |  |  |       |       |
|  | Croácia                  |                              | 11 de Julho – Londres | 3     |                  |                  |  |  |            |            |  |  |       |       |
|  | Espanha (pro)            | 5                            |                       |       |                  |                  |  |  |            |            |  |  |       |       |
|  | Espanha (pro)            | 5                            | Itália (pen)          | 1 (3) |                  |                  |  |  |            |            |  |  |       |       |
|  | 29 de Junho – Glasgow    |                              | Itália (pen)          | 1 (3) |                  |                  |  |  |            |            |  |  |       |       |
|  |                          | Inglaterra                   | 1 (2)                 |       |                  |                  |  |  |            |            |  |  |       |       |
|  | Suécia                   | Inglaterra                   | 1 (2)                 | 1     |                  |                  |  |  |            |            |  |  |       |       |
|  | Suécia                   | 3 de Julho – Roma            |                       | 1     |                  |                  |  |  |            |            |  |  |       |       |
|  | Ucrânia (pro)            | 2                            |                       |       |                  |                  |  |  |            |            |  |  |       |       |
|  | Ucrânia (pro)            | 2                            | Ucrânia               | 0     |                  |                  |  |  |            |            |  |  |       |       |
|  | 29 de Junho – Londres    |                              | Ucrânia               | 0     |                  |                  |  |  |            |            |  |  |       |       |
|  |                          | Inglaterra                   | 4                     |       |                  |                  |  |  |            |            |  |  |       |       |
|  | Inglaterra               | Inglaterra                   | 4                     | 2     |                  |                  |  |  |            |            |  |  |       |       |
|  | Inglaterra               |                              | 7 de Julho – Londres  | 2     |                  |                  |  |  |            |            |  |  |       |       |
|  | Alemanha                 | 0                            |                       |       |                  |                  |  |  |            |            |  |  |       |       |
|  | Alemanha                 | 0                            | Inglaterra (pro)      | 2     |                  |                  |  |  |            |            |  |  |       |       |
|  | 27 de Junho – Budapeste  |                              | Inglaterra (pro)      | 2     |                  |                  |  |  |            |            |  |  |       |       |
|  |                          | Dinamarca                    | 1                     |       |                  |                  |  |  |            |            |  |  |       |       |
|  | Países Baixos            | Dinamarca                    | 1                     | 0     |                  |                  |  |  |            |            |  |  |       |       |
|  | Países Baixos            | 3 de Julho – Baku            |                       | 0     |                  |                  |  |  |            |            |  |  |       |       |
|  | Tchéquia                 | 2                            |                       |       |                  |                  |  |  |            |            |  |  |       |       |
|  | Tchéquia                 | 2                            | Tchéquia              | 1     |                  |                  |  |  |            |            |  |  |       |       |
|  | 26 de Junho – Amesterdão |                              | Tchéquia              | 1     |                  |                  |  |  |            |            |  |  |       |       |
|  |                          | Dinamarca                    | 2                     |       |                  |                  |  |  |            |            |  |  |       |       |
|  | País de Gales            | Dinamarca                    | 2                     | 0     |                  |                  |  |  |            |            |  |  |       |       |
|  | País de Gales            |                              |                       | 0     |                  |                  |  |  |            |            |  |  |       |       |
|  | Dinamarca                | 4                            |                       |       |                  |                  |  |  |            |            |  |  |       |       |
|  | Dinamarca                | 4                            |                       |       |                  |                  |  |  |            |            |  |  |       |       |

### Oitavas de final
| 26 de junho de 2021 | País de Gales | 0 – 4     | Dinamarca                                        | Johan Cruijff Arena, Amesterdão             |
| 18:00               |               | Relatório | Dolberg 27', 48' · Mæhle 88' · Braithwaite 90+4' | Público: 14 645 Árbitro: GER Daniel Siebert |

| 26 de junho de 2021 | Itália                    | 2 – 1 (pro) | Áustria        | Estádio de Wembley, Londres                 |
| 21:00               | Chiesa 95' · Pessina 105' | Relatório   | Kalajdzic 114' | Público: 18 910 Árbitro: ENG Anthony Taylor |

| 27 de junho de 2021 | Países Baixos | 0 – 2     | Tchéquia               | Puskás Aréna, Budapeste                     |
| 18:00               |               | Relatório | Holeš 68' · Schick 80' | Público: 52 834 Árbitro: RUS Sergei Karasev |

| 27 de junho de 2021 | Bélgica       | 1 – 0     | Portugal | Estádio de La Cartuja, Sevilha           |
| 21:00               | T. Hazard 42' | Relatório |          | Público: 11 504 Árbitro: GER Felix Brych |

| 28 de junho de 2021 | Croácia                                      | 3 – 5 (pro) | Espanha                                                                          | Estádio Parken, Copenhagen                |
| 18:00               | Pedri 20' (g.c.) · Oršić 85' · Pašalić 90+2' | Relatório   | Sarabia 38' · Azpilicueta 57' · Ferran Torres 77' · Morata 100' · Oyarzabal 103' | Público: 22 771 Árbitro: TUR Cüneyt Çakır |

| 28 de junho de 2021 | França                       | 3 – 3 (pro) | Suíça                               | Arena Națională, Bucareste                      |
| 21:00               | Benzema 57', 59' · Pogba 75' | Relatório   | Seferović 15', 81' · Gavranović 90' | Público: 22 642 Árbitro: ARG Fernando Rapallini |

|                                     |       | Penalidades                            |  |
| Pogba Giroud Thuram Kimpembe Mbappé | 4 – 5 | Gavranović Schär Akanji Vargas Mehmedi |  |

| 29 de junho de 2021 | Inglaterra              | 2 – 0     | Alemanha | Estádio de Wembley, Londres                 |
| 18:00               | Sterling 75' · Kane 86' | Relatório |          | Público: 41 973 Árbitro: NED Danny Makkelie |

| 29 de junho de 2021 | Suécia       | 1 – 2 (pro) | Ucrânia                       | Hampden Park, Glasgow                      |
| 21:00               | Forsberg 43' | Relatório   | Zinchenko 27' · Dovbyk 120+1' | Público: 9 221 Árbitro: ITA Daniele Orsato |

### Quartas de final
| 2 de julho de 2021 | Suíça       | 1 – 1 (pro) | Espanha           | Estádio Krestovsky, São Petersburgo         |
| 18:00              | Shaqiri 68' | Relatório   | Zakaria 8' (g.c.) | Público: 24 764 Árbitro: ENG Michael Oliver |

|                                |       | Penalidades                          |  |
| Gavranović Schär Akanji Vargas | 1 – 3 | Busquets Olmo Rodri Moreno Oyarzabal |  |

| 2 de julho de 2021 | Bélgica            | 1 – 2     | Itália                    | Allianz Arena, Munique                     |
| 21:00              | Lukaku 45+2' (pen) | Relatório | Barella 31' · Insigne 44' | Público: 12,984 Árbitro: SVN Slavko Vinčić |

| 3 de julho de 2021 | Tchéquia   | 1 – 2     | Dinamarca                | Estádio Olímpico, Baku     |
| 18:00              | Schick 49' | Relatório | Delaney 5' · Dolberg 42' | Árbitro: NED Björn Kuipers |

| 3 de julho de 2021 | Ucrânia | 0 – 4     | Inglaterra                                 | Estádio Olímpico, Roma   |
| 21:00              |         | Relatório | Kane 4', 50' · Maguire 46' · Henderson 63' | Árbitro: GER Felix Brych |

### Semifinais
| 6 de julho de 2021 | Itália     | 1 – 1 (pro) | Espanha    | Estádio de Wembley, Londres              |
| 21:00              | Chiesa 60' | Relatório   | Morata 80' | Público: 57 811 Árbitro: GER Felix Brych |

|                                                 |       | Penalidades                  |  |
| Locatelli Belotti Bonucci Bernardeschi Jorginho | 4 – 2 | Olmo Moreno Alcántara Morata |  |

| 7 de julho de 2021 | Inglaterra                  | 2 – 1 (pro) | Dinamarca     | Estádio de Wembley, Londres                 |
| 21:00              | Kjær 39' (g.c.) · Kane 104' | Relatório   | Damsgaard 30' | Público: 64 950 Árbitro: NED Danny Makkelie |

### Final
| 11 de julho de 2021 | Itália      | 1 – 1 (pro) | Inglaterra | Estádio de Wembley, Londres                |
| 21:00               | Bonucci 67' | Relatório   | Shaw 2'    | Público: 67 173 Árbitro: NED Björn Kuipers |

|                                               |       | Penalidades                       |  |
| Berardi Belotti Bonucci Bernardeschi Jorginho | 3 – 2 | Kane Maguire Rashford Sancho Saka |  |

| Italia | Inglaterra |